# KLA Corporation
KLA Corporation er en amerikansk virksomhed, der leverer proceskontrol og udbyttestyringssystemer til halvleder-industrien. De har hovedkvarter i Milpitas, Californien.
KLA-Tencor blev etableret i 1997 ved en fusion mellem KLA Instruments og Tencor Instruments.